# Le Samyn 2018
Le Samyn 2018 fou la 50a edició de la cursa ciclista Le Samyn. Es va disputar el 27 de febrer de 2018 sobre un recorregut de 200 km. La cursa formava par del calendari UCI Europa Tour 2018 amb una categoria 1.1.
El vencedor final fou el neerlandès Niki Terpstra (Quick-Step Floors), que s'imposà en solitari en l'arribada a Dour. El seu company d'equip Philippe Gilbert i Damien Gaudin (Direct Énergie) completaren el podi.

## Equips
Vint-i-un equips prenen part en la cursa: tres WorldTeams, onze equips continentals professionals i set equips continentals :
| WorldTeams (3)- AG2R La Mondiale - Quick-Step Floors - Lotto Soudal Equips continentals professionals (11)- Wanty-Groupe Gobert - Aqua Blue Sport - Cofidis, Solutions Crédits - Direct Énergie - Fortuneo-Samsic - Roompot-Nederlandse Loterij - Sport Vlaanderen-Baloise - UnitedHealthcare - Vérandas Willems-Crelan - Vital Concept - WB-Aqua Protect-Veranclassic Equips continentals (7)- AGO-Aqua Service - Cibel-Cebon - Differdange-Losch - Sovac-Natura4Ever - Roubaix Lille Métropole - Tarteletto-Isorex - T.Palm-Pôle Continental Wallon |
| |

## Classificació final
| \| Classificació general \| Classificació general \| Classificació general \| Classificació general \| Classificació general \| \| Corredor \| Corredor \| Equip \| Temps \| \| \| --------------------- \| --------------------- \| ---------------------------- \| --------------------- \| --------------------- \| \| 1r \| Niki Terpstra \| Quick-Step Floors \| 4h 47' 48" \| \| \| 2n \| Philippe Gilbert \| Quick-Step Floors \| + 25" \| \| \| 3r \| Damien Gaudin \| Direct Énergie \| + 46" \| \| \| 4t \| Adrien Petit \| Direct Énergie \| + 1' 18" \| \| \| 5è \| Gediminas Bagdonas \| AG2R La Mondiale \| + 1' 18" \| \| \| 6è \| Alex Kirsch \| WB-Aqua Protect-Veranclassic \| + 1' 21" \| \| \| 7è \| Benoît Jarrier \| Fortuneo-Samsic \| + 1' 59" \| \| \| 8è \| Nico Denz \| AG2R La Mondiale \| + 1' 59" \| \| \| 9è \| Frederik Backaert \| Wanty-Groupe Gobert \| + 1' 59" \| \| \| 10è \| Alexandre Pichot \| Direct Énergie \| + 2' 02" \| \| |                    |                              |            |
| |                    |                              |            |
| Font: ProCyclingStats |                    |                              |            |
| Classificació general |                    |                              |            |
| Corredor | Corredor           | Equip                        | Temps      |
| 1r | Niki Terpstra      | Quick-Step Floors            | 4h 47' 48" |
| 2n | Philippe Gilbert   | Quick-Step Floors            | + 25"      |
| 3r | Damien Gaudin      | Direct Énergie               | + 46"      |
| 4t | Adrien Petit       | Direct Énergie               | + 1' 18"   |
| 5è | Gediminas Bagdonas | AG2R La Mondiale             | + 1' 18"   |
| 6è | Alex Kirsch        | WB-Aqua Protect-Veranclassic | + 1' 21"   |
| 7è | Benoît Jarrier     | Fortuneo-Samsic              | + 1' 59"   |
| 8è | Nico Denz          | AG2R La Mondiale             | + 1' 59"   |
| 9è | Frederik Backaert  | Wanty-Groupe Gobert          | + 1' 59"   |
| 10è | Alexandre Pichot   | Direct Énergie               | + 2' 02"   |